# ديب هالاند
ديبرا آن هالاند أو ديب هالاند (بالإنجليزية: Debra Anne Haaland)، وتُنطق /ˈhɑːlənd/;، (2 ديسمبر 1960) هي سياسية أميركية تشغل منصب وزيرة الداخلية في الولايات المتحدة. وهي عضوة في مجلس النواب الأمريكي عن منطقة الكونغرس الأولى في نيومكسيكو منذ عام 2019 حتى استقالتها في 16 مارس 2021. وكانت رئيسة الحزب الديمقراطي لنيومكسيكو من عام 2015 إلى عام 2017. شملت منطقتها الانتخابية معظم ألباكركي ومعظم ضواحيها. وهي واحدة من أول امرأتين من الأمريكيين الأصليين اللتان انتُخبتا في الكونغرس الأمريكي (الأخرى هي: شاريش دافيدز Sharice Davids). هالاند عضو مسجل في لاغونا بويبلو [الإنجليزية]، وهي سياسية تقدمية تدعم سياسات الصفقة الجديدة الخضراء والرعاية الطبية للجميع.
في 17 ديسمبر 2020، أعلن الرئيس جو بايدن أنه سيرشح هالاند لشغل منصب وزير الداخلية للولايات المتحدة، وصادق مجلس الشيوخ الأمريكي في 15 مارس 2021، بأغلبية 51 صوتًا مقابل 40 على تعيينها. بعد أداء اليمين الدستورية في 16 مارس 2021، صارت أول أميركية من السكان الأصليين تعمل وزيرة في الحكومة والثانية في الحكومة بعد نائب الرئيس السابق تشارلز كورتيس.

## النشأة والتعليم
ولدت هالاند في وينسلو، أريزونا. وهي عضو مسجل في لاغونا بويبلو. عاش شعب بويبلو على الأرض التي أصبحت الآن ولاية نيومكسيكو منذ القرن الثالث عشر، وتُعرِّف هالاند نفسها على أنها من الجيل الخامس والثلاثين في نيومكسيكو. خدمت والدتها، ماري تويا، -وهي امرأة من الأمريكيين الأصليين- في البحرية الأمريكية. كان والدها الرائد جون ديفيد هالاند -نرويجي من مينيسوتا- ضابطا في مشاة البحرية الأمريكية وحصل على النجمة الفضية عن أعماله في حرب فيتنام. جرى دفنه في مقبرة أرلينغتون الوطنية في عام 2005 ومُنح مرتبة الشرف العسكرية الكاملة. أي أن هالاند كانت طفلة في عائلة عسكرية، لذلك كانت أسرة هالاند تتنقل كثيرًا. حتى أنها التحقت بـ 13 مدرسة عامة في جميع أنحاء الولايات المتحدة قبل أن تستقر الأسرة في ألباكركي، نيو مكسيكو، لتكون قريبة من العائلة التي تنتمي أيضًا إلى لاغونا بويبلو. تخرجت هالاند من ثانوية هايلاند في ألباكركي، ولديها ثلاث أخوات وأخ.
بعد تخرجها من المدرسة الثانوية، عملت هالاند في مخبز محلي. التحقت بجامعة نيومكسيكو في عام 1988، حيث حصلت على بكالوريوس الآداب في اللغة الإنجليزية عام 1994. بعد أربعة أيام من تخرجها أنجبت ابنتها سومة Somáh. ولأنها كانت أم عزباء، فقد أنشأت هالاند شركة salsa لإعالة نفسها وابنتها. خلال هذه الفترة، لم تكسب ما يكفي من المال لشراء مسكن واضطرت إلى الاعتماد على الأصدقاء في السكن. كما اعتمدت على قسائم الطعام food stamps من «برنامج مساعدة التغذية التكميلية» في بعض الأحيان. حصلت على دكتوراه في القانون في القانون الهندي من كلية الحقوق بجامعة نيو مكسيكو عام 2006، ولكنها ليست عضوًا في نقابة المحامين في ولاية نيو مكسيكو. أصبحت هالاند أول رئيسة يجري انتخابها لمجلس إدارة شركة Laguna Development Corporation، وهي شركة مملوكة لشركة Laguna جرى إنشاؤها لتقوية مجتمع Laguna واقتصاده. وبوصفها رئيسة، أشرفت على العمليات التجارية لثاني أكبر شركة ألعاب قبلية في نيو مكسيكو، ونجحت في دعوة الشركة لوضع سياسات والتزامات لممارسات الأعمال الصديقة للبيئة. شغلت منصب المسؤول القبلي لسان فيليبي بويبلو من يناير 2013 إلى نوفمبر 2015.

## أعمالها السياسية
في عام 2012، شغلت هالاند منصب مدير تصويت الولاية للأمريكيين الأصليين في حملة إعادة انتخاب باراك أوباما الرئاسية لعام 2012. شغلت منصب رئيس كتلة الحزب الديمقراطي لنيو مكسيكو للأمريكيين الأصليين من عام 2012 إلى عام 2013. ترشحت لمنصب نائب حاكم ولاية نيو مكسيكو في عام 2014. خسرت في ترشحها، مع المدعي العام لنيو مكسيكو آنذاك المرشح الديمقراطي غاري كينغ، لحاكم ولاية نيو مكسيكو، لصالح المرشح الجمهوري سوسانا مارتينيز ونائب الحاكم جون سانشيز.
انتُخبت هالاند لفترة عامين رئيسًا للحزب الديمقراطي لنيو مكسيكو في أبريل 2015. خلال فترة ولايتها، استعاد الديمقراطيون في نيو مكسيكو السيطرة على مجلس النواب في نيو مكسيكو ومكتب وزير خارجية نيو مكسيكو. كان لهالاند الفضل في إعادة بناء حزب الدولة بعد الهزائم الكبيرة للديمقراطيين في نيو مكسيكو في عام 2014. لقد جمعت ما يكفي من المال خلال فترة عملها كرئيسة لمدة عامين لسداد ما قيمته سبع سنوات من الديون التي تكبدتها تحت الرئاسات السابقة.

## مجلس النواب الأمريكي

### انتخابات

#### 2018

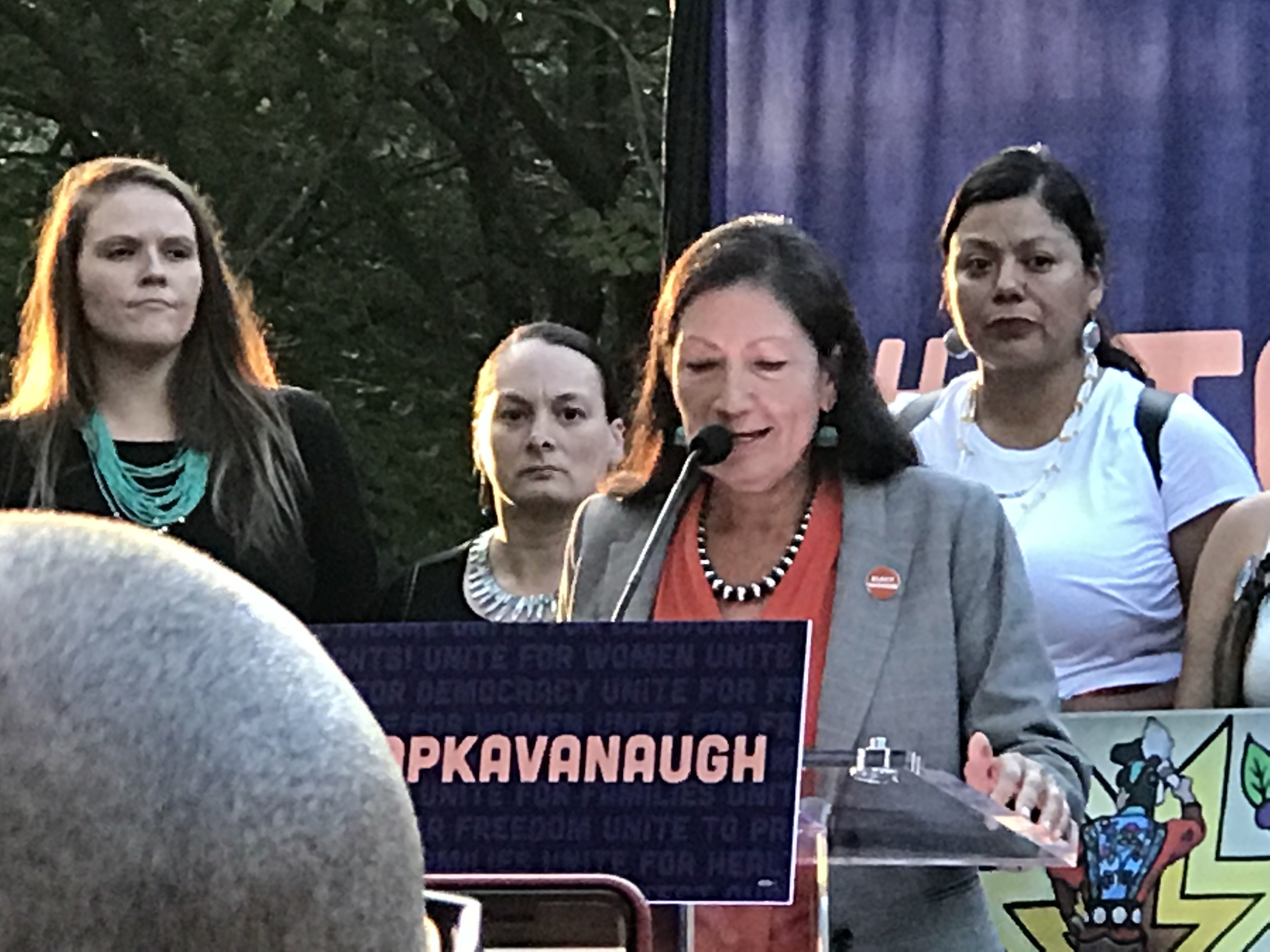
هالاند تتحدث في "Stop Kavanaugh Rally" في مبنى الكابيتول الأمريكي في عام 2018

بعد انتهاء فترة ولايتها كرئيسة لحزب الولاية، أعلنت هالاند عزمها الترشح لمجلس النواب الأمريكي في New Mexico's 1 congressional district في نيو مكسيكو في انتخابات 2018، خلفًا لميشيل لوجان غريشام، التي كانت مرشحة لمنصب الحاكم. فازت هالاند على دامون مارتينيز وأنطوانيت سيدللو لوبيز لتفوز بترشيح الحزب الديمقراطي في يونيو 2018، وحصلت على 40.5٪ من الأصوات وفازت بكل مقاطعة في المنطقة.
في الانتخابات العامة في 6 نوفمبر، هَزمت هالاند ممثل ولاية نيو مكسيكو السابق جانيس أرنولد جونز، وحصلت على 59.1٪ من الأصوات وفازت بثلاث مقاطعات من المقاطعات الخمس. كان فوزها جزءًا من اكتساح نيو مكسيكو الذي شهد فوز الديمقراطيين في كل ولاية على مستوى الولاية وفي جميع المكاتب الفيدرالية في الاقتراع في ذلك العام، إلى جانب توسيع أغلبيتهم في مجلس النواب في نيو مكسيكو.

#### 2020
في الانتخابات العامة التي جرت في 3 نوفمبر، هَزمت هالاند محققة الشرطة المتقاعدة ميشيل جارسيا هولمز، التي ترشحت لمنصب نائب حاكم ولاية نيو مكسيكو في انتخابات حاكم الولاية لعام 2018. بعد ذلك حصلت هالاند على 58.2٪ من الأصوات.

### ولايتها

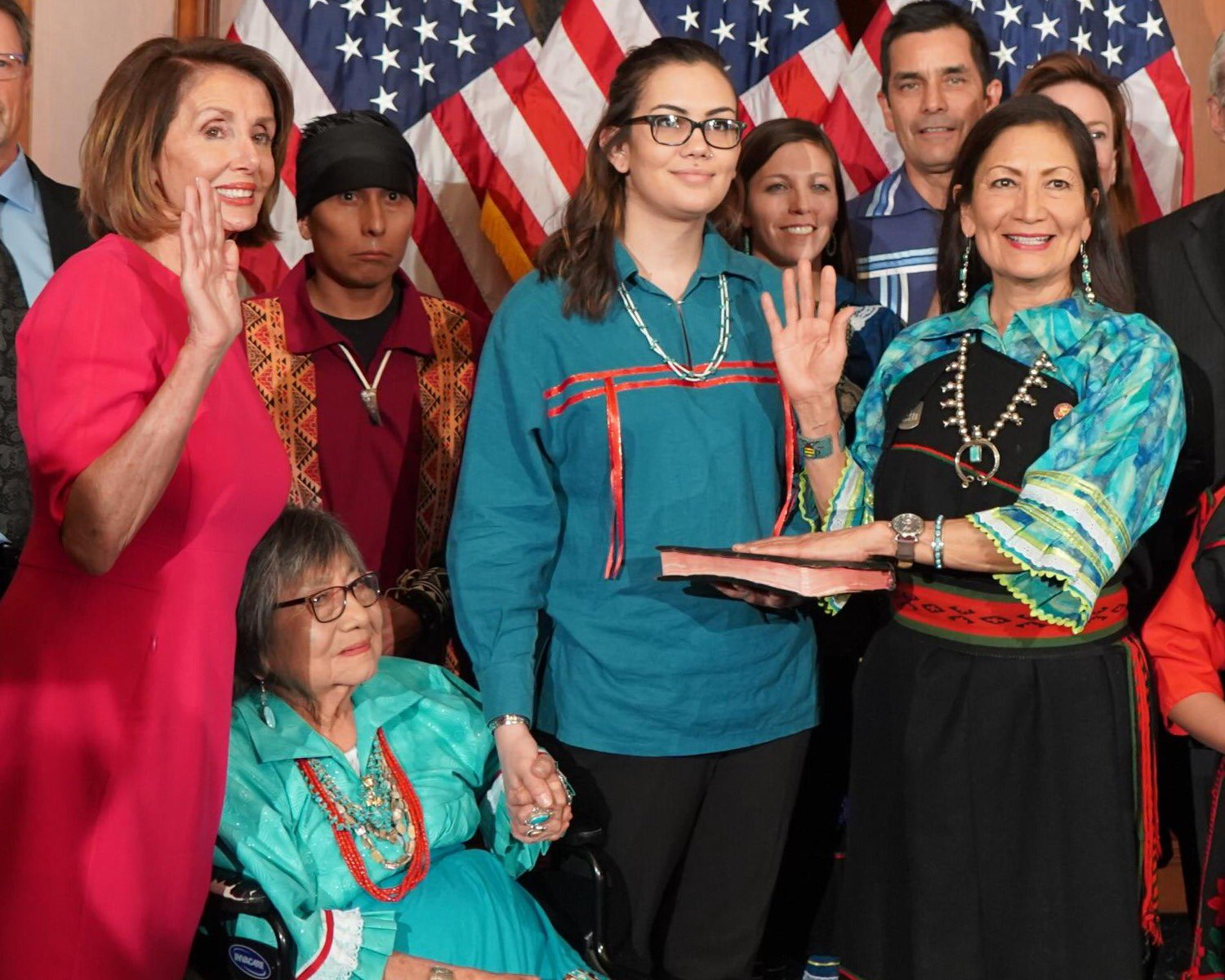
عضوة الكونغرس ديب هالاند (D-NM)، تؤدي اليمين أمام مجلس النواب من قِبل رئيسة مجلس النواب نانسي بيلوسي، برفقة والدتها ماري تويا وابنتها سومه.

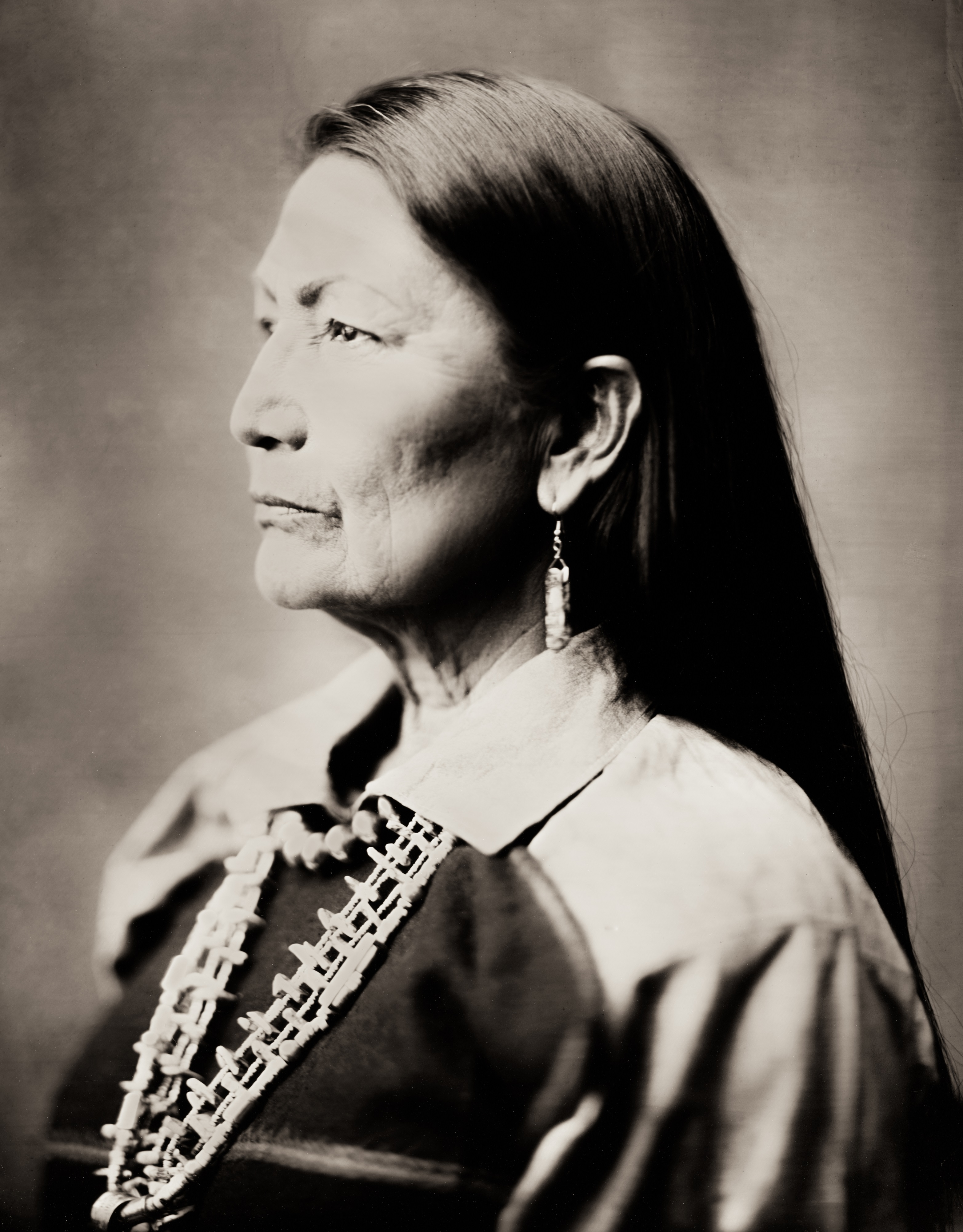
عضوة الكونغرس ديبرا هالاند، "الفيروز المطحون"، لاغونا بويبلو، المنطقة الأولى في نيو مكسيكو، صورة تاريخية من الفضة النقية على الزجاج للأمريكيين الأصليين في السهول الشمالية: منظور حديث للصفائح الرطبة من عمل شين بالكوويتش، جمعية نورث داكوتا التاريخية، بسمارك، نورث داكوتا.

تُعد هالاند واحدةً من أول إمرأتين من السكان الأمريكيين الأصليين المُنتخبات لـ كونغرس الولايات المتحدة جنبا إلى جنب مع زميلتها الديمقراطية Sharice Davids من كنساس. خلال حفل أداء اليمين في يناير 2019، ارتدت هالاند فستان بويبلو التقليدي وقلادة وحذاء موكاسين.
في 7 مارس 2019، خلال نقاش حول حقوق التصويت وتمويل الحملات، أصبحت هالاند أول امرأة أمريكية من السكان الأصليين تترأس مجلس النواب الأمريكي.

### عضوية اللجان
- لجنة الخدمات المسلحة[52]
  - اللجنة الفرعية للأفراد العسكريين
  - اللجنة الفرعية للجاهزية
- لجنة الموارد الطبيعية (نائب الرئيس)[53]
  - اللجنة الفرعية المعنية بالشعوب الأصلية للولايات المتحدة
  - اللجنة الفرعية للحدائق الوطنية والغابات والأراضي العامة (رئيس)
- لجنة الرقابة والإصلاح[54]
  - اللجنة الفرعية للحقوق المدنية والحريات المدنية

### عضويات التجمع
- تجمع الأمريكيين الأصليين في الكونغرس (رئيس مشارك)[55]
- كتلة الكونغرس التقدمية[56]

## تولي وزارة الداخلية
في 17 ديسمبر 2020، أعلن الرئيس الجديد جو بايدن أنه سيرشح هالاند لمنصب وزير الداخلية. قبل ترشيح بايدن لها، أعرب العديد من كبار الديمقراطيين عن دعمهم لها لمنصب وزيرة الداخلية، بما في ذلك رئيسة مجلس النواب نانسي بيلوسي وزعيمة الأغلبية ستيني هوير والسناتور إليزابيث وارن. كما أعرب العضوان الجمهوريان دون يونغ وتوم كول (عضو في أمة تشيكاسو) عن دعمهما لترشيح هالاند.
في 15 مارس 2021، صادق مجلس الشيوخ على تعيينها، حيث حصلت على 51 صوتا مؤيدًا مقابل 40 صوتا رافضًا، وقد صوت أربعة جمهوريين بالموافقة. وهي أول وزيرة من الأمريكيين الأصليين في تاريخ الولايات المتحدة.

## تاريخ الانتخابات
| انتخابات منطقة الكونغرس الأولى في نيو مكسيكو 2018 | انتخابات منطقة الكونغرس الأولى في نيو مكسيكو 2018 | انتخابات منطقة الكونغرس الأولى في نيو مكسيكو 2018 | انتخابات منطقة الكونغرس الأولى في نيو مكسيكو 2018 |
| الانتخابات الأولية                                | الانتخابات الأولية                                | الانتخابات الأولية                                | الانتخابات الأولية                                |
| الحزب                                             | المرشح                                            | الأصوات                                           | النسبة                                            |
| ------------------------------------------------- | ------------------------------------------------- | ------------------------------------------------- | ------------------------------------------------- |
| الحزب الديمقراطي                                  | ديب هالاند                                        | 25444                                             | 40.59                                             |
| الحزب الديمقراطي                                  | ديمون مارتينيز                                    | 16182                                             | 25.81                                             |
| الحزب الديمقراطي                                  | أنطوانيت سيديلو لوبيز                             | 12919                                             | 20.61                                             |
| الحزب الديمقراطي                                  | بول مويا                                          | 3691                                              | 5.89                                              |
| الحزب الديمقراطي                                  | بات ديفيس (انسحب)                                 | 2385                                              | 3.80                                              |
| الحزب الديمقراطي                                  | داميان لارا                                       | 2063                                              | 3.29                                              |
| الحزب الديمقراطي                                  | جيسي أندرو هيتنر (مرشح مكتوب [الإنجليزية])        | 3                                                 | 0.00                                              |
| إجمالي                                            | إجمالي                                            | 62687                                             | 100%                                              |
| الانتخابات العامة                                 |                                                   |                                                   |                                                   |
| الحزب الديمقراطي                                  | ديب هالاند                                        | 147336                                            | 59.13                                             |
| الحزب الجمهوري                                    | جانيس أرنولد جونز [الإنجليزية]                    | 90507                                             | 36.32                                             |
| الحزب الليبرتاري                                  | لويد برينستون                                     | 11319                                             | 4.54                                              |
| إجمالي                                            | إجمالي                                            | 249162                                            | 100%                                              |
| الفائز: الحزب الديمقراطي                          |                                                   |                                                   |                                                   |

| انتخابات منطقة الكونغرس الأولى في نيو مكسيكو 2020 | انتخابات منطقة الكونغرس الأولى في نيو مكسيكو 2020 | انتخابات منطقة الكونغرس الأولى في نيو مكسيكو 2020 | انتخابات منطقة الكونغرس الأولى في نيو مكسيكو 2020 |
| الانتخابات الأولية                                | الانتخابات الأولية                                | الانتخابات الأولية                                | الانتخابات الأولية                                |
| الحزب                                             | المرشح                                            | الأصوات                                           | النسبة                                            |
| ------------------------------------------------- | ------------------------------------------------- | ------------------------------------------------- | ------------------------------------------------- |
| الحزب الديمقراطي                                  | ديب هالاند (شاغل المنصب)                          | 83032                                             | 100.00                                            |
| إجمالي                                            | إجمالي                                            | 83032                                             | 100%                                              |
| الانتخابات العامة                                 |                                                   |                                                   |                                                   |
| الحزب الديمقراطي                                  | ديب هالاند (شاغل المنصب)                          | 186953                                            | 58.19                                             |
| الحزب الجمهوري                                    | ميشيل جارسيا هولمز                                | 134337                                            | 41.81                                             |
| إجمالي                                            | إجمالي                                            | 321290                                            | 100%                                              |
| الفائز: الحزب الديمقراطي                          |                                                   |                                                   |                                                   |

## الحياة الشخصية
لدى هالاند ابنة واحدة هي سومه، قامت بتربيتها بمفردها. تشمل هوايات هالاند الجري والطهي. وهي كاثوليكية.

## روابط خارجية
- Congresswoman Deb Haaland عضو الكونجرس ديب هالاند الموقع الرسمي لمجلس النواب الأمريكي نسخة محفوظة 18 ديسمبر 2020 على موقع واي باك مشين.
- ديب هالاند للكونجرس نسخة محفوظة 9 مارس 2021 على موقع واي باك مشين.

| المناصب الحزبية السياسية                      | المناصب الحزبية السياسية                                                     | المناصب الحزبية السياسية      |
| --------------------------------------------- | ---------------------------------------------------------------------------- | ----------------------------- |
| سبقه Sam Bregman                              | رئيس الحزب الديمقراطي في نيومكسيكو 2015–2017                                 | تبعه Richard Ellenberg        |
| Unrecognised parameter                        |                                                                              |                               |
| سبقه ميشيل لوجان غريشام                       | عضو في مجلس النواب من نيومكسيكو دائرة الكونجرس الأولى في نيومكسيكو 2019–2021 | شاغر                          |
| المناصب السياسية                              |                                                                              |                               |
| سبقه ديفيد بيرنهارت (سياسي)                   | وزير داخلية الولايات المتحدة 2021–الآن                                       | الحالي                        |
| ترتيب الأسبقية للولايات المتحد (احتفالية)     |                                                                              |                               |
| سبقه ميريك غارلاند كنائب عام الولايات المتحدة | ترتيب الأسبقية للولايات المتحدة وزير داخلية الولايات المتحدة                 | تبعه توم فيلساك كوزير الزراعة |
| خط الخلافة الرئاسية في الولايات المتحدة       |                                                                              |                               |
| سبقه ميريك غارلاند كنائب عام الولايات المتحدة | ترتيب الأسبقية للولايات المتحدة وزير داخلية الولايات المتحدة                 | تبعه توم فيلساك كوزير الزراعة |